# Emmanuelle Charpentier
Emmanuelle Charpentier (Juvisy-sur-Orge, 11 de dezembro de 1968) é uma microbiologista e imunologista francesa.
Em 2020, ela foi laureada com o Prêmio Nobel de Química, junto com Jennifer Doudna, "pelo desenvolvimento de um método de edição de genoma".

## Biografia
Emmanuelle Charpentier começou a estudar bioquímica, microbiologia e genética na Universidade Pierre e Marie Curie em Paris. Em 1995 obteve um doutorado com pesquisas conduzidas no Instituto Pasteur. Em seguida atuou em diversas universidades e hospitais nos Estados Unidos. Algumas destas instituições foram Universidade Rockefeller, Centro Médico Langone da Universidade de Nova Iorque, Instituto Skirball de Medicina Biomolecular e St. Jude Children’s Research Hospital em Memphis, Tennessee. Após cinco anos retornou para a Europa, primeiro para Viena e depois para a Universidade de Umeå na Suécia, onde ocupa um posto como pesquisadora líder do Molecular Infection Medicine Sweden (MIMS) sendo também professora visitante do Umeå Centre for Microbial Research (UCMR). Em 2013 foi apontada como Professora do Centro Helmholtz de Pesquisas Infecciosas em Braunschweig e um Professorado da Fundação Alexander von Humboldt na Escola de Medicina de Hannover, na Alemanha.
Em 2015 Charpentier aceitou uma oferta da Sociedade Max Planck para tornar-se membro científico e diretora do novo Instituto Max Planck de Biologia da Infecção em Berlim. Charpentier mantém sua posição como professora visitante na Universidade Umeå, onde uma nova doação das Fundações Kempe e Knut e Alice Wallenberg lhe dá a oportunidade de oferecer a mais jovens pesquisadores posições em grupos de pesquisa no MIMS.
Charpentier é mais conhecida por seu papel na redefinição do sistema bacterial imune CRISPR-Cas9 como uma ferramenta para edição de genoma. Em colaboração com o laboratório de Jennifer Doudna, o laboratório de Charpentier mostrou que o Cas9 pode ser usado para fazer cortes em qualquer sequência desejada de DNA. O método desenvolvido por elas envolveu a combinação de Cas9 com moléculas sintéticas "RNA guia" facilmente criadas. Pesquisadores em todo o mundo têm utilizado este método para editar eficientemente as sequências de DNA de plantas, animais e culturas celulares de laboratório.
Charpentier recebeu vários prêmios internacionais, distinções e reconhecimentos, dentre eles o Breakthrough Prize in Life Sciences e o Prêmio Gruber de Genética. Em 2015 a revista Time a nomeou como uma das 100 pessoas mais influentes do mundo (juntamente com Jennifer Doudna). Em 2018, O Escritório de Marcas e Patentes dos Estados Unidos (USPTO) concedeu a Emmanuelle Charpentier, co-fundador da ERS Genomics, a Universidade da Califórnia e Universidade de Viena, sua primeira patente americana cobrindo o uso de CRISPR/Cas9 para edição genética. Em 2020, ela foi laureada com o Prêmio Nobel de Química, junto com Jennifer Doudna, "pelo desenvolvimento de um método de edição de genoma".

## Condecorações selecionadas
- 2011 – Prêmio Fernström[8]
- 2014 – Prêmio Göran Gustafsson[9]
- 2014 – Prêmio Dr. Paul Janssen de Pesquisa Biomédica[10] (com Jennifer Doudna)
- 2014 – Prêmio Gabbay[11] (com Feng Zhang e Jennifer Doudna)
- 2015 – Breakthrough Prize in Life Sciences[12] (com Jennifer Doudna)
- 2015 – International Society for Transgenic Technologies prize[13] (com Jennifer Doudna)
- 2015 – Prêmio Louis-Jeantet de Medicina[14]
- 2015 – Time 100: Pioneiros[15] (com Jennifer Doudna)
- 2015 – Prêmio Ernst Jung de Medicina[16]
- 2015 – Prêmios Princesa das Astúrias (com Jennifer Doudna)[1]
- 2015 – Prêmio Gruber de Genética (com Jennifer Doudna)[17]
- 2015 – Umeå University Jubilee Award: The MIMS Excellence by Choice Programme[18]
- 2015 – Prêmio Carus, da Academia Leopoldina[19]
- 2016 – Medalha Wilhelm Exner
- 2016 - Medalha Otto Warburg
- 2016 - Prêmio Gottfried Wilhelm Leibniz
- 2016 - Prêmio Internacional da Fundação Gairdner
- 2016 - Warren Alpert Foundation Prize
- 2016 - Prêmio Paul Ehrlich e Ludwig Darmstaedter
- 2016 - Prêmio Tang
- 2016 - Prêmio Meyenburg
- 2017 - Prêmio Centro Médico Albany
- 2019 - Prêmio Scheele
- 2020 – Prêmio Wolf de Medicina (com Jennifer Doudna)[20]
- 2020 - Medalha Carl Friedrich Gauß
- 2020 - Prêmio Nobel de Química[2]